# Lou Jeanmonnot
Lou Jeanmonnot (Pontarlier, 28 oktober 1998) is een Franse biatlete.

## Carrière
Bij de jeugdcategorieën boekte Jeanmonnot verschillende successen, ze werd in 2017 in Brezno-Osrblie wereldkampioen bij de jeugd op het individuele nummer en haalde zilver in de achtervolging, ze veroverde met het Franse team in 2018 en 2019 goud op de estafette op de junioren wereldkampioenschappen en ze won in het seizoen 2017/2018 het eindklassement in de IBU junior cup. 
Jeanmonnot maakte in Nové Město na Moravě haar wereldbeker debuut op de 7,5 km sprint op 6 maart 2021, waar ze met een 30ste plaats meteen ook haar eerste wereldbekerpunten scoorde. Het seizoen 2021/2022 werkte ze voornamelijk wedstrijden af in de IBU cup het niveau onder de wereldbeker. Met vijf podiumplaatsen waarvan een overwinning behaalde Jeanmonnot de winst in het eindklassement van de IBU cup.
Het seizoen 2022/2023 werkte Jeanmonnot voor het eerst een volledig programma af in de wereldbeker. Samen met Chloe Chevalier, Anaïs Chevalier-Bouchet en Julia Simon boekte Jeanmonnot haar eerste wereldbeker zege in de 4×6 km estafette op 11 december in Hochfilzen. Op 12 januari 2023 veroverde Jeanmonnot haar eerste podiumplek in een niet-team event, met een tweede plaats op de 15 km individueel in Ruhpolding. In 2023 nam ze voor het eerst deel aan de wereldkampioenschappen biatlon in Oberhof, waar ze met een 4de plaats op de 4×6 km estafette samen met Chloe Chevalier, Anaïs Chevalier-Bouchet en Julia Simon, een 5de plaats in de single gemengde estafette met Fabien Claude, een 6de plaats op de 10 km achtervolging en een 7de in de 15 km individueel vier top-10 noteringen liet optekenen. Ze sloot het seizoen af op een 11de plaats in het algemene wereldbekerklassement.
Op 1 december 2023 wist Jeanmonnot voor het eerst een individueel wereldbeker te winnen, met winst in de 7,5 km sprint in Östersund. 

## Resultaten

### Wereldkampioenschappen
| Jaar | Plaats     | Onderdeel   | Onderdeel | Onderdeel     | Onderdeel  | Onderdeel | Onderdeel          | Onderdeel                 |
| Jaar | Plaats     | Individueel | Sprint    | Achtervolging | Massastart | Estafette | Gemengde estafette | Single gemengde estafette |
| ---- | ---------- | ----------- | --------- | ------------- | ---------- | --------- | ------------------ | ------------------------- |
| 2023 | Oberhof    | 7e          | 26e       | 6e            | 15e        | 4e        | –                  | 5e                        |
| 2024 | Nové Město | 6e          | Brons     | 7e            | Brons      | Goud      | –                  | Goud                      |

### Wereldkampioenschappen junioren
| Jaar | Plaats         | Onderdeel   | Onderdeel | Onderdeel     | Onderdeel |
| Jaar | Plaats         | Individueel | Sprint    | Achtervolging | Estafette |
| ---- | -------------- | ----------- | --------- | ------------- | --------- |
| 2018 | Otepää         | 20e         | 24e       | 15e           | Goud      |
| 2019 | Brezno-Osrblie | 28e         | 13e       | 5e            | Goud      |

### Wereldbeker
Eindklasseringen
| Seizoen   | Algemeen | Individueel | Sprint | Achtervolging | Massastart |
| --------- | -------- | ----------- | ------ | ------------- | ---------- |
| 2020/2021 | 72e      | –           | 77e    | 57e           | –          |
| 2021/2022 | 95e      | –           | –      | 69e           | –          |
| 2022/2023 | 11e      | 6e          | 15e    | 14e           | 5e         |
| 2023/2024 | Zilver   | 8e          | 4e     | Brons         | Goud       |

Wereldbekerzeges
| Nr.         | Datum            | Plaats               | Onderdeel           |
| Individueel | Individueel      | Individueel          | Individueel         |
| ----------- | ---------------- | -------------------- | ------------------- |
| 1.          | 1 december 2023  | Östersund            | 7,5 km sprint       |
| 2.          | 3 december 2023  | Östersund            | 10 km achtervolging |
| 3.          | 10 maart 2024    | Soldier Hollow       | 10 km achtervolging |
| 4.          | 17 maart 2024    | Canmore              | 12.5 km massastart  |
| Estafette   |                  |                      |                     |
| 1.          | 11 december 2022 | Hochfilzen           | 4×6 km estafette    |
| 2.          | 22 januari 2022  | Antholz              | 4×6 km estafette    |
| 3.          | 5 maart 2023     | Nové Město na Moravě | Gemengde estafette  |
| 4.          | 25 november 2023 | Östersund            | Gemengde estafette  |
| 5.          | 7 januari 2024   | Oberhof              | 4×6 km estafette    |
| 6.          | 10 januari 2024  | Ruhpolding           | 4×6 km estafette    |